# Mokhóvoie (Suróvtsev)
|  | Per a altres significats, vegeu «Mokhóvoie». |

Mokhóvoie (en rus: Моховое) és un poble de l'óblast d'Oriol, a Rússia, segons el cens del 2010 tenia 6 habitants, pertany al municipi de Suróvtsev.